# 加性函數
在代數的領域，加性函數指有對於任何a,b都有性質f(a+b)=f(a)+f(b)的函數(該性質即柯西函數方程)。
以下討論在數論中的加性函數：對於正整數n的一個算術函數f(n)，當中f(1)=1且當a,b互質，f(ab)=f(a)+f(b)，在數論上就稱它為加性函數。若某算術函數f(n)就算a,b不互質，f(ab)=f(a)+f(b)，稱它為完全加性的。

## 例子
- Ω(n)—n的所有質因子數目。特別的是因為1無任何質因子，Ω(1)=0。
- ω(n)—n的相異質因子數目
- a0(n)（或稱sopfr(n)）—所有n的質因子之和
- a1(n)（或稱sopf(n)）—所有n的不同質因子之和

## 參看
- 積性函數